# The Rock (film)
 For alternative betydninger, se The Rock. (Se også artikler, som begynder med The Rock)
The Rock er en amerikansk actionfilm fra 1996 med Ed Harris, Sean Connery og Nicolas Cage i hovedrollerne.
Filmen foregår i og omkring det nedlukkede fængsel på fængselsøen Alcatraz. Fængslet besættes af marinesoldater ledet af general Hummel (Ed Harris). Han har stjålet nogle misiler indeholdende et meget farligt stof, der kan udrydde en masse mennesker, hvilket er hvad gruppen truer med hvis regeringen ikke betaler erstatning til de døde soldaters familier. Som FBI-agent skal Nicolas Cage forsøge at få ordnet situationen sammen med den tidligere indsatte, Sean Connery.
Filmen er ikke mindst kendt for sin intense biljagt i San Franciscos stejle gader, hvor Connery forsøger at stikke af fra Cage.

## Eksterne Henvisninger
- The Rock på Internet Movie Database (engelsk)
- The Rock på Filmdatabasen
- The Rock på Scope
- The Rock i Svensk Filmdatabas (svensk)
- The Rock på AlloCiné (fransk)
- The Rock på MovieMeter (nederlandsk)
- The Rock på AllMovie (engelsk)
- The Rock på Turner Classic Movies (engelsk)
- The Rock på The Movie Database (engelsk)
- The Rock på Rotten Tomatoes (engelsk)